# カンボジア赤十字社
カンボジア赤十字社（かんぼじあせきじゅうじしゃ）は、カンボジア国内にある、最大の人道主義的団体である。1955年2月18日に設立され、人道主義的事業で支援する役目を持つ団体としては筆頭に挙げられるとしてカンボジア王国政府に公的に承認されている。1960年10月7日には赤十字国際委員会によって承認され、また、1960年10月8日に、国際赤十字赤新月社連盟からメンバーとして加入することを認められた。

## 変遷

### 1955年－1994年
カンボジア赤十字社は1960年10月7日、赤十字国際委員会により認可され、また翌8日、国際赤十字赤新月社連盟からもメンバーとして加入することを認められた。ともあれ、カンボジア共産党（クメール・ルージュ）が政権に就いていた期間(1975年－1979年)は、カンボジア国内の全ての赤十字の活動は政府の方針により見合わせられていた。またカンボジア赤十字社の連盟総会における議席は放棄された。クメール・ルージュ政権による政治の結果、1979年から1994年に至るまで、カンボジア赤十字社は、カンボジア国内で四つの派閥に分裂してしまい、それぞれが担当する地域において、それぞれの活動に従事し、国家的レベルでの統一した活動ができなかったのである。しかし1994年に王室が再統合され、カンボジア赤十字社は国際赤十字赤新月社連盟への復権が認められた。

### 1994年－2002年
1994年の再統合以降、カンボジア赤十字社は、多くの重要な過程を経て、組織として発展し変化てきた。これらの中には、三期にわたって、組織の働きと構成を練り直してきたことも含まれる。第一期は、ノロドム・マリー・ラナリッド王女が社長を務めた時期。第二期と第三期は、1998年から2002年にかけての時期で、ブン・ラニ・フン・セン首相夫人が社長を務めた期間。2002年8月の投票で、首相夫人は再任されて、さらに続投することになった。シハヌーク国王の母であるノロドム・モニニース・シハヌーク女王は1994年から名誉総裁を務めている。
一方、人的資源、財政上の資源に関しては制限があり、これはカンボジア赤十字社に対して大きな影響を与えた。カンボジア赤十字社は国内の活動において統合と一体化を図るだけに終わることなく、国際的な活動に関しては国際赤十字赤新月社連盟との密接な関係を築き、カンボジア国内だけでなく、国際的な活動においても王室との協調を進めたいと考えたのである。カンボジア赤十字社は、1998年から2000年にかけての3年間の開発計画を実施し、好結果のうちに終了している。第二次開発計画は5年間にわたるもので、これは2001年から始まり、2002年に見直されている。

### 戦略2003－2010
2003年は、「戦略2003－2010」として、発展のための新しい戦略を打ち出した銘記すべき年であった。この方策の一環として、カンボジア赤十字社は、国内法二件を制定している。カンボジア国王は、この二件の法律に2002年5月6日に署名した。一件はカンボジア赤十字社を王国の公的な団体として位置づけるものであり、もう一件は、カンボジア国内における赤十字章と赤新月章の使用に関する法律であった。
「戦略2003－2010」は、カンボジア赤十字社が先頭に立ってその役目を果たす人道主義的団体となり、カンボジア国内の最も被害が拡大しやすい地域において、貧困の減少をどのように促進することができるか、これを根本的に説明したものである。
この戦略の中で詳しく説明されている目的と行動とは、カンボジア赤十字社が、国際赤十字赤新月社連盟と一体となって、戦略的に同じ目標を達成することができるよう、カンボジア赤十字社の動向の一助となるべく、立案されたものである。

## 受賞と国際的認知
2001年11月11日、ジュネーヴで開催された式典において、カンボジア赤十字社の前社長であるフレッチ・フィラウン夫人とロジャー・デュランド（アンリ・デュナン・ソサエティの設立者であり社長、またジュネーヴ赤十字社の副社長）が、人類に対する貢献を認められ、アンリ・デュナン賞を授けられた。
2004年2月18日には、カンボジア赤十字社はプノンペンで行われた閣僚会議でのマイン・アクション・アチーヴメンツで、国民会議に参加している。

## 目下の展望
今日、カンボジア赤十字社は、健康管理を含む様々な企画を打ち出している。また、赤十字社の「7つの原則」、「人道主義的価値観」、「災害対応と準備」といった活動に関する情報をカンボジア全土に向けて発信している。カンボジア赤十字社は、王国全土に行き渡る包括的な活動網を24支部、12万6318人の社員を通じて構築している。また、赤十字では5,700名の奉仕者を、赤新月では5,300名の奉仕者を確保している。これらの人達は、すべて、現代のカンボジア社会の要求に見合うサービスとプログラムを提供するために団結し、力を合わせるのである。

## 注
1. ↑  Cambodian Red Cross - assisting the vulnerable though the provision of health services, disaster management and promotion of humanitarian values
2. ↑  Brief History of Cambodian Red Cross